# Zone romantica
Zone Romantica é um Canal de televisão Europeu lançado em 1998. O canal se especializa em transmitir novelas e minisséries latinas e inglesas.

## História
Inicialmente, o canal apenas exibia novelas Brasileiras e Sul-Americanas. Atualmente, o canal exibe produções sul-americanas (novelas) e produções do Canadá, Nova Zelândia e Estados Unidos (Miniserie).
Este canal também transmite para o Reino Unido, Croácia, República Tcheca, Israel, Rússia, Romênia e Hungria.

## Novelas

### Atualmente sendo exibidas
- Por Amor a Gloria
- Viver a Vida
- Mesa Para Trés
- Donde esta Eliza
- El Encantador
- Dona Flor e seus 2 maridos
- Presença de Anita
- Amazônia
- Voltea pa que te enamores
- Culpable este amor